# السر (حبيش)

تعديل مصدري - تعديل

السر هي إحدى قرى عزلة جبل خضراء بمديرية حبيش التابعة لمحافظة إب، بلغ تعداد سكانها 681 نسمة حسب تعداد اليمن لعام 2004.